# Alexis Ier de Moscou
Pour les articles homonymes, voir Alexis Ier.
Alexis Ier (nom de religion de Sergueï Vladimirovitch Simanski, en russe : Сергей Владимирович Симанский), né le 27 octobre 1877 (grégorien : 8 novembre) à Moscou et mort le 17 avril 1970, est le 13e patriarche de l'Église orthodoxe russe de 1945 à 1970.

## Biographie
Sergueï Simanski poursuit ses études secondaires au lycée Tsarévitch-Nicolas de Moscou à partir de 1891. Il rejoint à cette époque le mouvement conservateur et monarchiste et en 1908, est élu président de la section du Gouvernement de Toula de l'Union du peuple russe.
Diplômé en 1891, il poursuit se études à la faculté juridique de l'Université Impériale de Moscou. En 1899-1900, il effectue son service militaire dans le 7e régiment des grenadiers de Samogitie (Самогитский 7-й гренадерский полк).
En 1900, il entame les études à l'Académie théologique de Moscou dont il est diplômé en 1904. Le 9 février 1902, a lieu son rituel de tonsure monastique. Le 17 mars de la même année, il devient hiérodiacre, puis, hiéromoine le 21 décembre 1903.
En 1904-1906 , il occupe le poste d'inspecteur au séminaire de Pskov.
Métropolite de Staraïa Roussa (Évêché de Novgorod) depuis le 19 mai 1932, il est nommé métropolite de Novgorod en août 1933.
Le 5 octobre 1933, il remplace Séraphin (Tchitchagov) au siège de métropolite de Léningrad. Il s'y rend le 29 octobre 1933 et s'installe au monastère de Novodievitchi. Expulsé de ce logement par le pouvoir soviétique, il déménage dans la cathédrale Saint-Vladimir de Saint-Pétersbourg en 1937, puis dans la Cathédrale Saint-Nicolas-des-Marins de Saint-Pétersbourg en 1940. Lors de la Seconde Guerre mondiale, il reste dans la ville assiégée. Il sera décoré de la médaille pour la Défense de Léningrad.
Le 4 septembre 1943, avec Serge Ier de Moscou et Nikolaï (Yarouchevitch), il est reçu par Joseph Staline au Kremlin. Ils réussissent à négocier la réouverture de 1 084 églises et de huit séminaires, l’exemption du service militaire pour les prêtres, l’autorisation d’activité caritative et de publication religieuse, l’allégement des impôts, la libération d’un certain nombre de prêtres condamnés et déportés durant la décennie précédant la guerre.
Quand le patriarche Serge meurt le 15 mai 1944, le métropolite Alexis le remplace comme locum tenens. Dans sa première déclaration après avoir pris le contrôle de l'Église, il assure Staline de sa « profonde affection et gratitude » et s'engagé à « protéger l'Église contre les erreurs et les faux pas ».
Le 2 février 1945, avec l'approbation de Staline, il est élu patriarche de Moscou et intronisé deux jours plus tard sous le nom d'Alexis Ier.
Après vingt-cinq ans de patriarcat, il meurt à Peredelkino d'une insuffisance cardiaque ayant subi peu avant un infarctus du myocarde. Il est inhumé à la laure de la Trinité Saint-Serge.